# Позднескифское государство
Позднески́фское государство — Малая Скифия в Крыму или Тавроскифия — государственное образование варварского типа, созданное для подчинения греческих причерноморских полисов на Крымском полуострове во II веке до н. э. — II веке н. э. Столица — Неаполь Скифский (юго-восточная часть современного Симферополя). Скифское поселение с названием «Неаполис» упоминается в херсонесском декрете II века до н. э. в честь Диофанта, где Неаполь упомянут при характеристике боевых действий Диофанта и указано его географическое положение — середина Скифии, а также в «Географии» Страбона, где Неаполь назван в числе укреплений, построенных царём Скилуром. В результате многовековых контактов с греческими колониями Северного Причерноморья культура позднескифского государства была сильно эллинизирована.

## История
Позднескифское государство с центром в Крыму являлось преемником государственного образования — Скифии, возникшего при Атее, в ходе ожесточённой борьбы с Боспорским царством и Херсонесом. Перенос столицы в Крым обосновывался стремлением скифов приблизиться к важнейшим торговым центрам и наступлением сарматов на Причерноморскую (Великую) Скифию. Государство, достигшее наивысшего расцвета при Скилуре, включало бо́льшую часть Крыма, Нижнее Поднепровье и Ольвию. Земледельцы Предгорного Крыма находились в зависимости от скифов и выплачивали им дань. Политическая власть во времена Скилура имела монархический характер, а скифское царство не имело предпосылок для превращения в развитое рабовладельческое государство из-за преобладания свободного и зависимого земледельческого населения и пережитков первобытно-общинных отношений. Поражение в войне с Диофантом (см. Диофантовы войны) серьезно ослабило скифов, однако не привело к полному их подчинению понтийскому царю Митридату VI Евпатору. В первые века нашей эры силы скифов были достаточно велики и позволяли им периодически вступать в борьбу с Боспором и Херсонесом.

## Археологические исследования

Группы позднескифских памятников первых веков нашей эры

Систематические комплексные археологические исследования позднескифских объектов проводились Тавро-Скифской экспедицией, возглавляемой П. Н. Шульцем, с незначительными перерывами с 1945 по 1959 год. Полевые работы были сосредоточены в основном на Неаполе. На некоторых участках неапольского городища раскопки продолжались и в 1960-е годы. В конце 1940-х — начале 1950-х годах было открыто большинство известных позднескифских памятников Предгорного и Северо-Западного Крыма. Небольшие, но результативные работы проводились на городище Кермен-Кыр — важнейшего форпоста скифского предгорья. В 1950-е годы были начаты раскопки на городище Алма-Кермен, позволившие говорить о присутствии на памятнике не только позднескифских культурных напластований, но и слоя, появившегося в результате пребывания здесь римского гарнизона.
После обследования Западного Крыма было сделано заключение о том, что изначально херсонесские прибрежные поселения Западного Крыма маркируют и контролируют дорогу, ведущую от Калос-Лимена (территория посёлка Черноморское) к Херсонесу. Это прибрежные городища известные в настоящее время как Чайка и Беляус раскопаны Крымской археологической экспедицией Исторического факультета МГУ и Донузлавской экспедицией Института археологии РАН соответственно. Раскопки показывают, что со II века до н. э. эти поселения перешли под контроль скифов, хозяйственно освоены ими и даже после Диофантовых войн грекам не возвратились.

Археологические остатки крупнейших укреплённых поселений выявлены также на Булганакском городище (в 15 км западнее Симферополя) и Усть-Альминском (у села Песчаное Бахчисарайского района).

Материальная культура Позднескифского государства
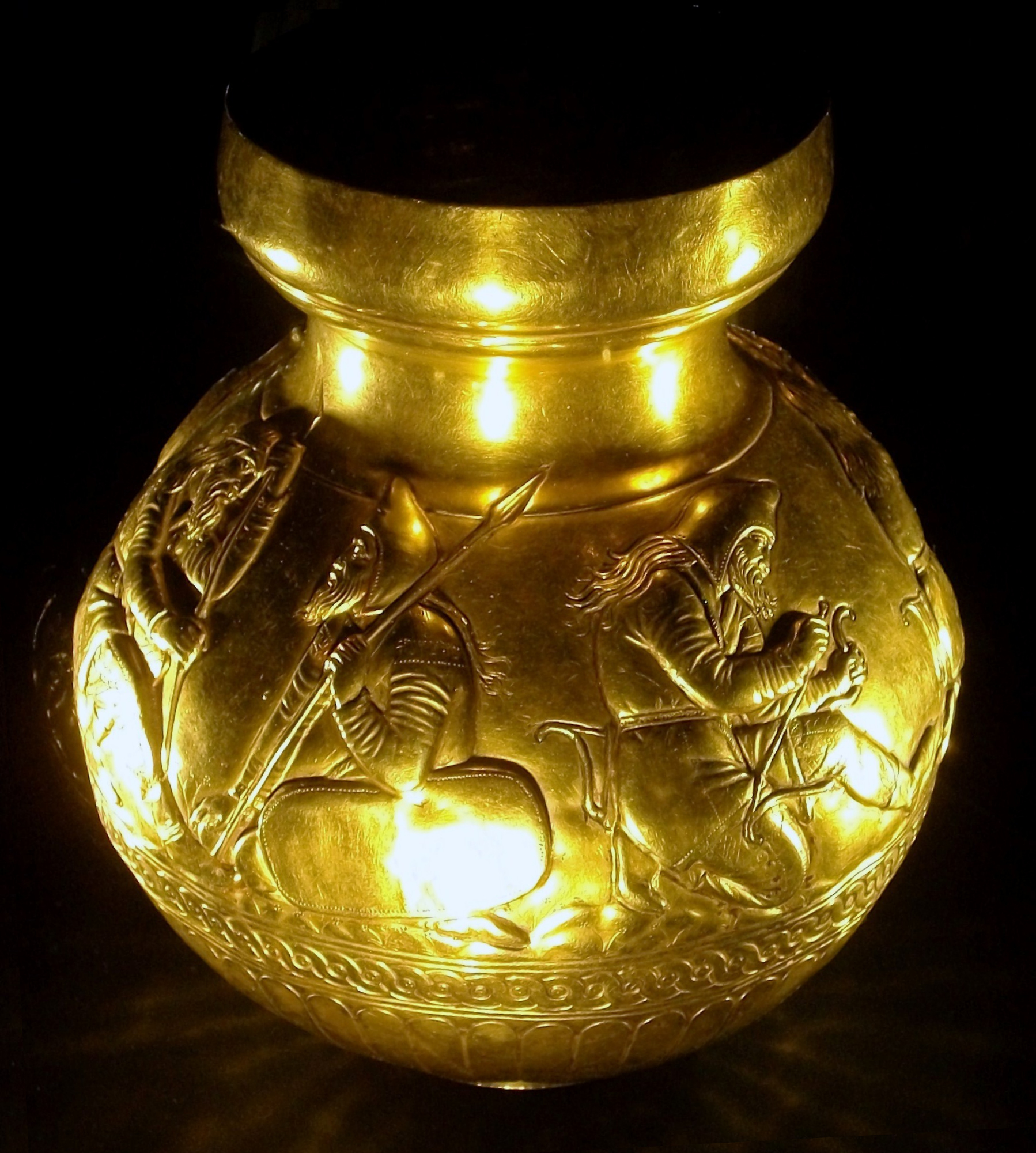
Ваза из царского кургана Куль-Оба на Керченском полуострове. Эрмитаж.
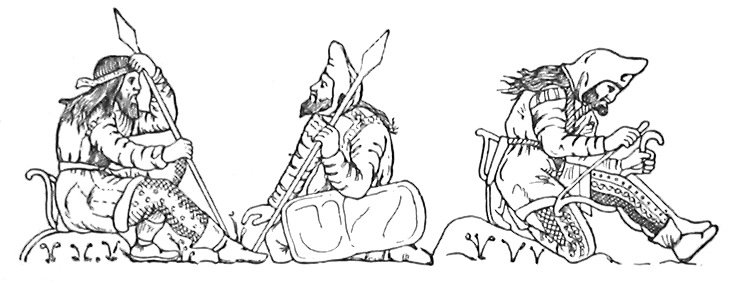
Скифские воины. Прорисовка рельефа вазы
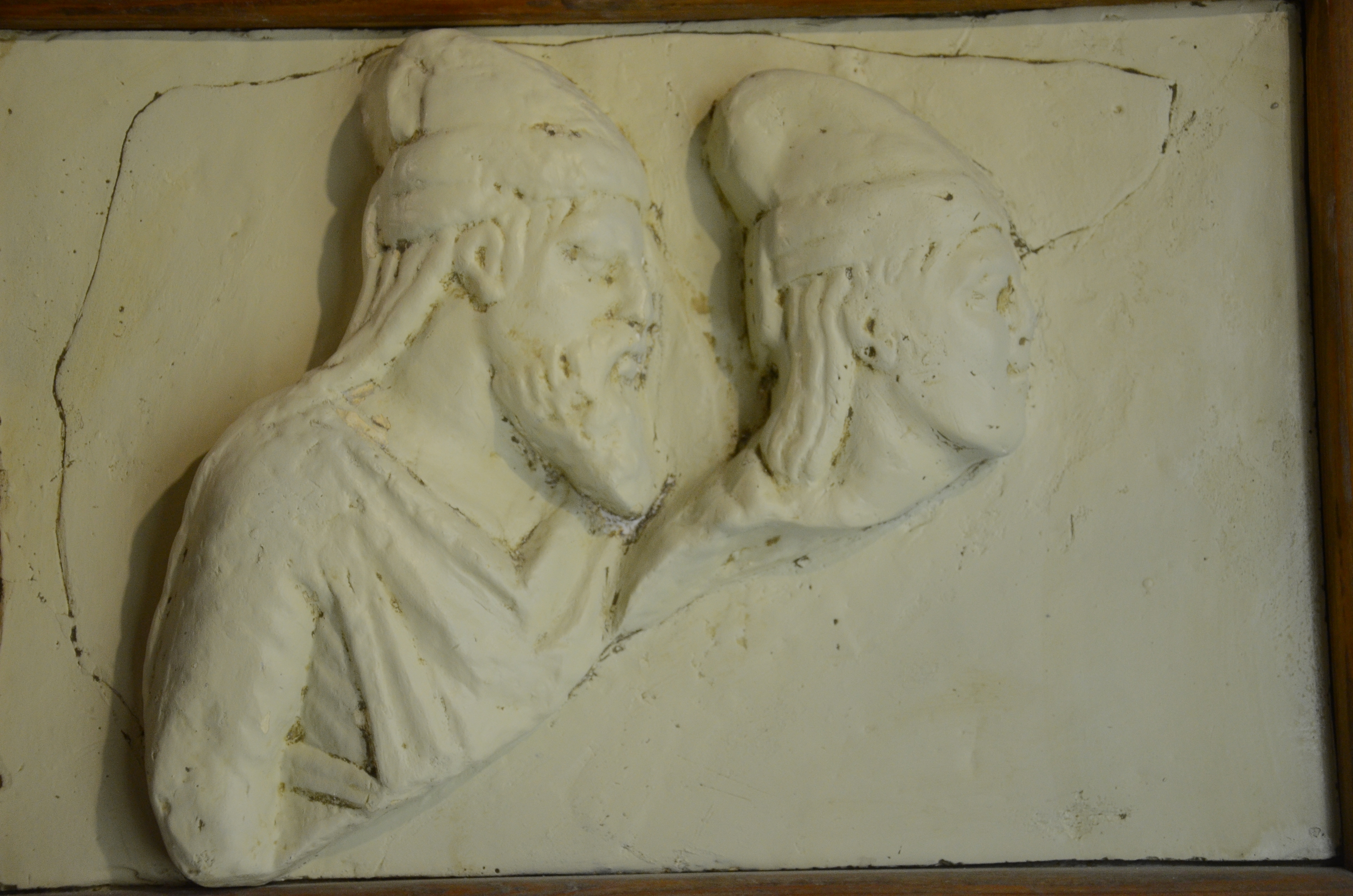
Барельеф Скилура и Палака. Гипсовый слепок с утраченного оригинала, найденного в 1827 году
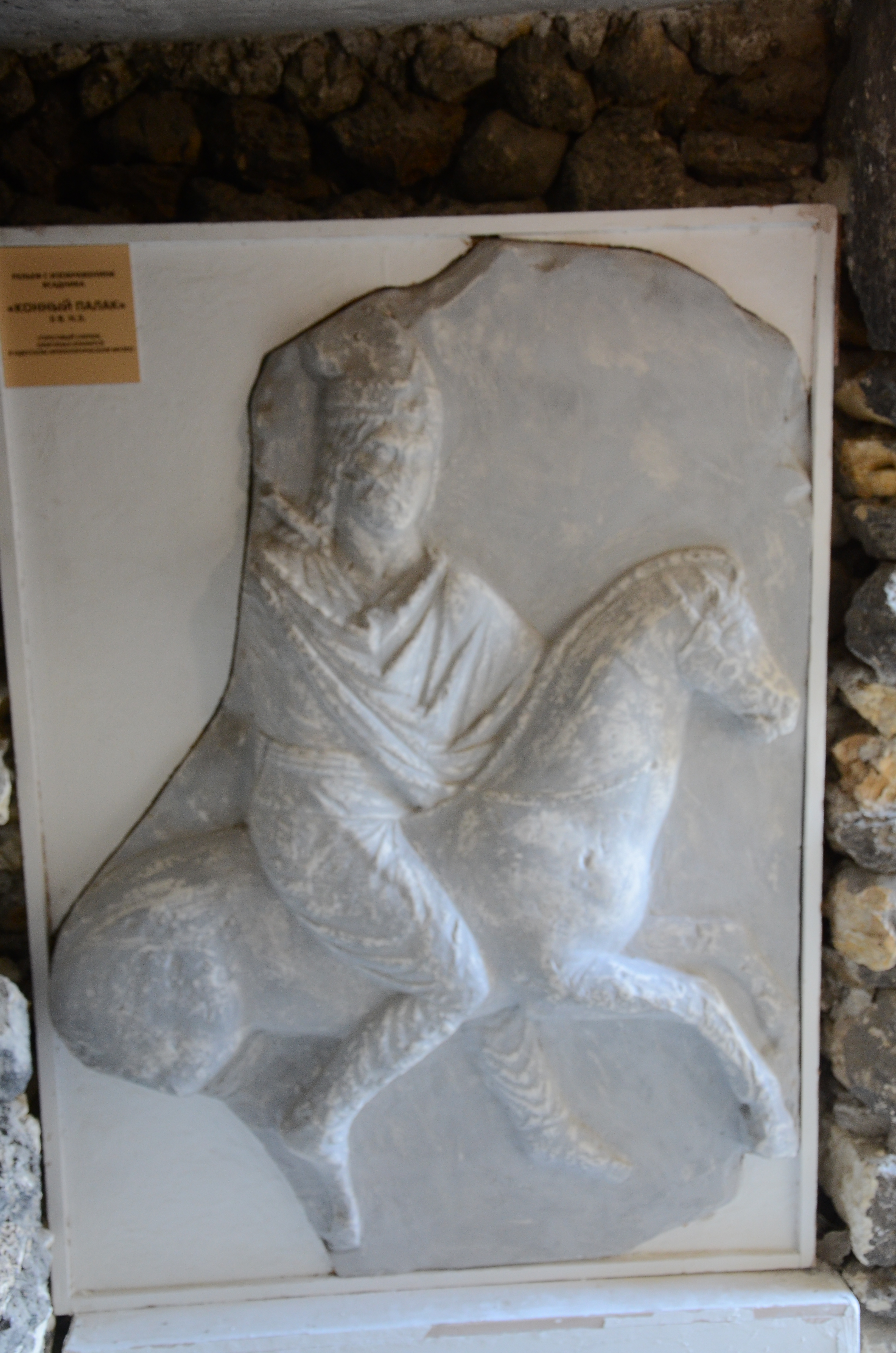
Конный Палак.

## Хозяйство
Основой хозяйства поздних скифов являлось земледелие и скотоводство. Возделывали зерновые культуры: пшеницу, ячмень, рожь, просо, а также выращивали вику, чечевицу, горох. Распространено было виноградарство и неразрывно связанное с ним виноделие.

## Этнический состав
Наряду со скифами население позднескифского государства составляли тавры, в Неаполе Скифском проживали также и греки.

## Погребальные обряды
Погребальные обряды поздних скифов претерпели существенные изменения по сравнению с раннескифскими. На смену курганным могильникам пришли грунтовые некрополи, расположенные вблизи поселений. Тем не менее в небольшом количестве, но практически во всё время существования позднескифской культуры известны захоронения и под курганными насыпями. Иногда курганы насыпались прямо на территории грунтовых некрополей. Каменные гробницы, перекрытые насыпями из камней или земли были заполнены большим количеством костяков (коллективные погребения), лежавшими в несколько ярусов, и многочисленными вещами. Каменные гробницы с многократными погребениями сходны с могильниками тавров. Заметное сходство между таврскими и позднескифскими погребениями данного типа является одним из немногих свидетельств влияния таврской культуры на позднескифскую.